# Gnomidolon pallidicauda
Gnomidolon pallidicauda är en skalbaggsart som beskrevs av Pierre Émile Gounelle 1909. Gnomidolon pallidicauda ingår i släktet Gnomidolon och familjen långhorningar.
Artens utbredningsområde är Paraguay. Inga underarter finns listade i Catalogue of Life.